# جوان هیکسون
جوآن هیکسون (به انگلیسی: Joan Hickson) (زاده ۵ اوت ۱۹۰۶ – درگذشته ۱۷ اکتبر ۱۹۹۸) بازیگر تئاتر، سینما و تلویزیون انگلیس بود. عمده شهرت وی به خاطر بازی در نقش خانم مارپل در سریالی به همین نام است.

## زندگی‌نامه
- در سال ۱۹۰۶ در انگلستان زاده شد و در سال ۱۹۹۸ (۹۲ سالگی) در انگلیس وفات یافت
- از ۲۱ سالگی به تئاتر روی آورد، بیشتر نقش زنان گیج و غیرعادی را برعهده می‌گرفت. وی یکبار موفق به کسب جایزه بهترین بازیگر تئاتر برادوی شد.
- یک بار ازدواج کرد و ماحصل این ازدواج تولد یک پسر و یک دختر بود.
- در بیش از ۱۰۴ فیلم جلوی دوربین رفت.
- به خاطر بازی در خانم مارپل دو بار نامزد دریافت جایزه بفتا شد.
- در اولین فیلم خانم مارپل یک نقش فرعی داشت (نفش اصلی را مارگارت راتفورد بازی کرد)
- اولین باری که نقش خانم مارپل را بازی کرد ۷۸ سال، سن داشت.
- توسط ملکه الیزابت به نشان (طبقه اشرافی بریتانیا) ملقب گردید.
- از جملات معروفش این است:

شانس آوردم که خوشگل به دنیا نیامدم

## گزیدهٔ نقش‌آفرینی‌ها
- Widow's Might (۱۹۳۴)
- دردسر در فروشگاه (۱۹۳۴)
- The Man Who Could Work Miracles (۱۹۳۶)
- The Lilac Domino (۱۹۳۷)
- Love from a Stranger (۱۹۳۷)
- Second Thoughts (۱۹۳۸)
- Freedom Radio (۱۹۴۰)
- The Saint Meets the Tiger (۱۹۴۳)
- Don't Take It to Heart (۱۹۴۴)
- I See a Dark Stranger (۱۹۴۵)
- خوکچه هندی (۱۹۴۸)
- Seven Days to Noon (۱۹۵۰)
- آهنربا (۱۹۵۰)
- خیانت ملی (۱۹۵۱)
- Hell is Sold Out (۱۹۵۱)
- جعبه جادویی (فیلم) (۱۹۵۱)
- کارت (فیلم ۱۹۵۲) (۱۹۵۲)
- Hindle Wakes (۱۹۵۲)
- Shoot First (۱۹۵۳)
- Deadly Nightshade (۱۹۵۳)
- Dance, Little Lady (۱۹۵۴)
- To Dorothy a Son (۱۹۵۴)
- As Long as They're Happy (۱۹۵۵)
- دکتر در دریا (۱۹۵۵)
- Value for Money (۱۹۵۵)
- سیمون و لورا (۱۹۵۵)
- An Alligator Named Daisy (۱۹۵۵)
- Jumping for Joy (۱۹۵۶)
- مردی که هرگز نبود (۱۹۵۶)
- Port of Escape (۱۹۵۶)
- The Extra Day (۱۹۵۶)
- The Last Man to Hang? (۱۹۵۶)
- Carry on Admiral (۱۹۵۷)
- No Time for Tears (۱۹۵۷)
- Happy is the Bride (۱۹۵۸)
- قانون و بی‌نظمی (۱۹۵۸)
- Upstairs and Downstairs (۱۹۵۹)
- Carry On Nurse (۱۹۵۹)
- Carry On Constable (۱۹۵۹)
- ۳۹ قدم (۱۹۵۹)
- No Kidding (۱۹۶۰)
- Carry On Regardless (۱۹۶۰)
- The Three Worlds of Gulliver (۱۹۶۰)
- بارنابی روج as Mrs. Varden (1960)
- Murder, She Said (۱۹۶۱)
- Raising the Wind (۱۹۶۱)
- Nurse on Wheels (۱۹۶۳)
- Heavens Above! (۱۹۶۳)
- Mrs. Brown, You've Got a Lovely Daughter (۱۹۶۸)
- Carry On Loving (۱۹۷۰)
- A Day in the Death of Joe Egg (۱۹۷۰)
- دوستان (۱۹۷۱)
- Carry On Girls (۱۹۷۳)
- Theatre of Blood (۱۹۷۳)
- کِـرِز (۱۹۷۶)
- Great Expectations (۱۹۸۱)
- بانوی شرور (۱۹۸۳)
- خانم مارپل (۱۹۸۴-۱۹۹۲)
- آقای وقت‌شناس (۱۹۸۶)
- King of the Wind (۱۹۸۹)
- سده (۱۹۹۳)